# Quelques minutes après minuit
Pour plus de détails, voir Fiche technique et Distribution.
Quelques minutes après minuit (A Monster Calls) est un film fantastique américano-hispano-canado-britannique réalisé par Juan Antonio Bayona, sorti en 2016.
Il s'inspire du roman A Monster Calls de Patrick Ness, sur une idée de Siobhan Dowd proposée pendant qu'elle se préparait à mourir.

## Synopsis
Conor O'Malley est un jeune garçon qui doit affronter au quotidien la terrible maladie de sa mère. Il est également confronté à l’intimidation de ses camarades d'école et à la fermeté de sa grand-mère. Pour fuir son quotidien, il s’échappe alors chaque nuit dans un univers peuplé de créatures extraordinaires. C'est dans ce monde imaginaire qu’il va apprendre le courage et affronter la solitude.

## Fiche technique
- Titre original : A Monster Calls
- Titre français et québécois : Quelques minutes après minuit
- Réalisation : Juan Antonio Bayona
- Scénario : Patrick Ness, d'après son propre roman [1]
- Direction artistique : Eugenio Caballero
- Décors : Jaime Anduiza et Dídac Bono
- Costumes : Steven Noble
- Photographie : Oscar Faura
- Montage : Jaume Martí et Bernat Vilaplana
- Musique : Fernando Velázquez
- Son : Oriol Tarragó
- Producteurs : Belén Atienza, Mitch Horwits et Jonathan King
- Sociétés de production : River Road Entertainment et Participant Media
- Sociétés de distribution : Focus Features (États-Unis), Entertainment One (Royaume-Uni), Universal Pictures (Espagne), Metropolitan FilmExport (France)
- Pays de production :  États-Unis,  Espagne,  Royaume-Uni
- Langue originale : anglais
- Format : couleur - 2.35:1
- Budget : 43 000 000 $
- Genre : fantastique, drame
- Durée : 108 minutes
- Dates de sortie : 
  - Canada : 10 septembre 2016 (festival international du film de Toronto)
  - Espagne : 7 octobre 2016
  - États-Unis : 23 décembre 2016
  - Royaume-Uni : 1er janvier 2017
  - France : 4 janvier 2017

## Distribution

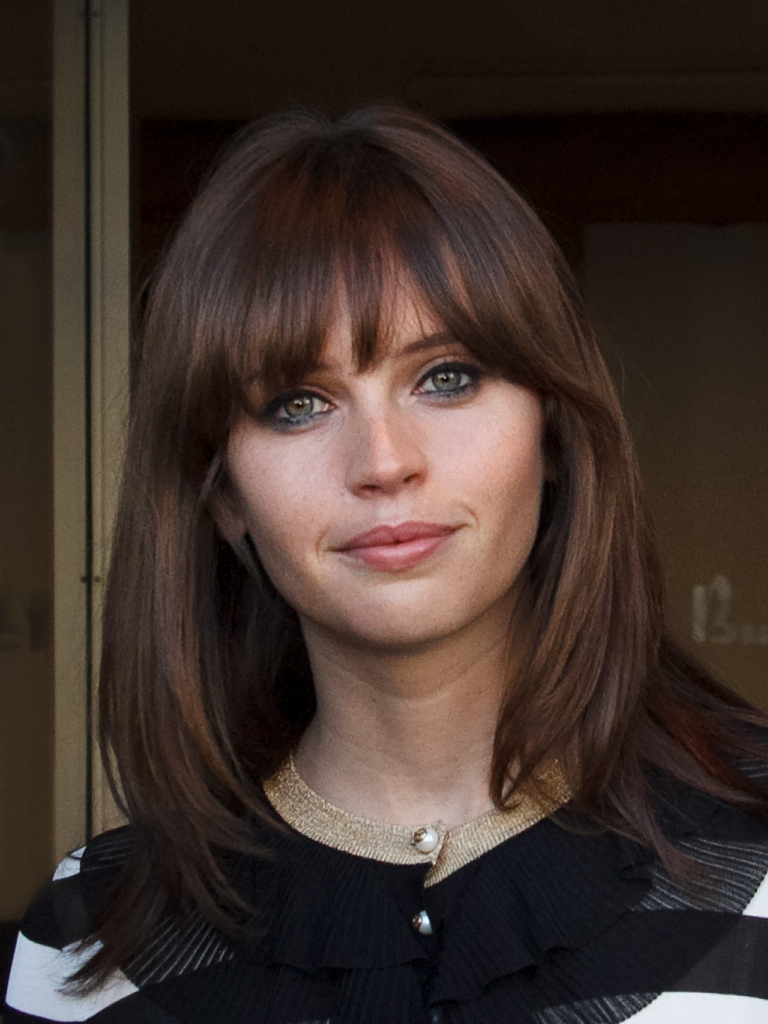
L'actrice Felicity Jones à la première du film au Festival de Toronto 2016.

- Liam Neeson (VF : Frédéric van den Driessche ; VQ : Sylvain Hétu) : le monstre / le grand-père
- Lewis MacDougall (VF : Kylian Trouillard ; VQ : André Kasper) : Conor O'Malley
- Sigourney Weaver (VF : Sylvie Genty ; VQ : Anne Caron) : la grand-mère
- Felicity Jones (VF : Margot Faure ; VQ : Rachel Graton) : la maman
- Toby Kebbell (VF : Mathieu Moreau ; VQ : Marc-André Brunet)[2] : Papa
- Ben Moor (VQ : Jacques Lavallée) : Monsieur Clark
- James Melville (VF : Théo Benhamour ; VQ : Louis-Julien Durso) : Harry
- Oliver Steer (VQ : Frédéric Larose) : Sully
- Dominic Boyle : Anton
- Jennifer Lim (VF : Caroline Santini) : Madame Kwan
- Max Gabbay : Steven
- Morgan Symes : l'avocat
- Max Golds : Conor (à 5 ans)
- Frida Palsson : la mère de Lily
- Wanda Opalinska (VF : Caroline Santini) : l'infirmière
- Patrick Taggart : le professeur
- Lily-Rose Aslandogdu : Lily
- Geraldine Chaplin (VF : Isabelle Gardien) : la directrice

- Source et légende : version française (VF) sur RS Doublage[3]
- Source et légende : version québécoise (VQ) sur Doublage.qc.ca[4]

## Accueil

### Critique
Quelques minutes après minuit reçoit des critiques favorables. Sur Metacritic, le film reçoit la note de 76/100, basée sur 39 critiques dont le consensus général indique des critiques « globalement favorables ». De même, sur l'agrégateur Rotten Tomatoes, le film présente un taux d'approbation de 87 % sur la base de 181 critiques ; le consensus indiquant que « Quelques minutes après minuit oscille avec succès entre des éléments fantastiques et des thématiques plus sombres pour livrer un message captivant et peu communément émouvant sur l'adolescence ». Le site Allociné recense une moyenne des critiques presse de 3,2/5, et des critiques spectateurs à 4,2/5.

### Box-office
- France : 72 184 entrées[8]

## Distinctions
- 31e cérémonie des Goyas[9] :
  - Goya du meilleur réalisateur

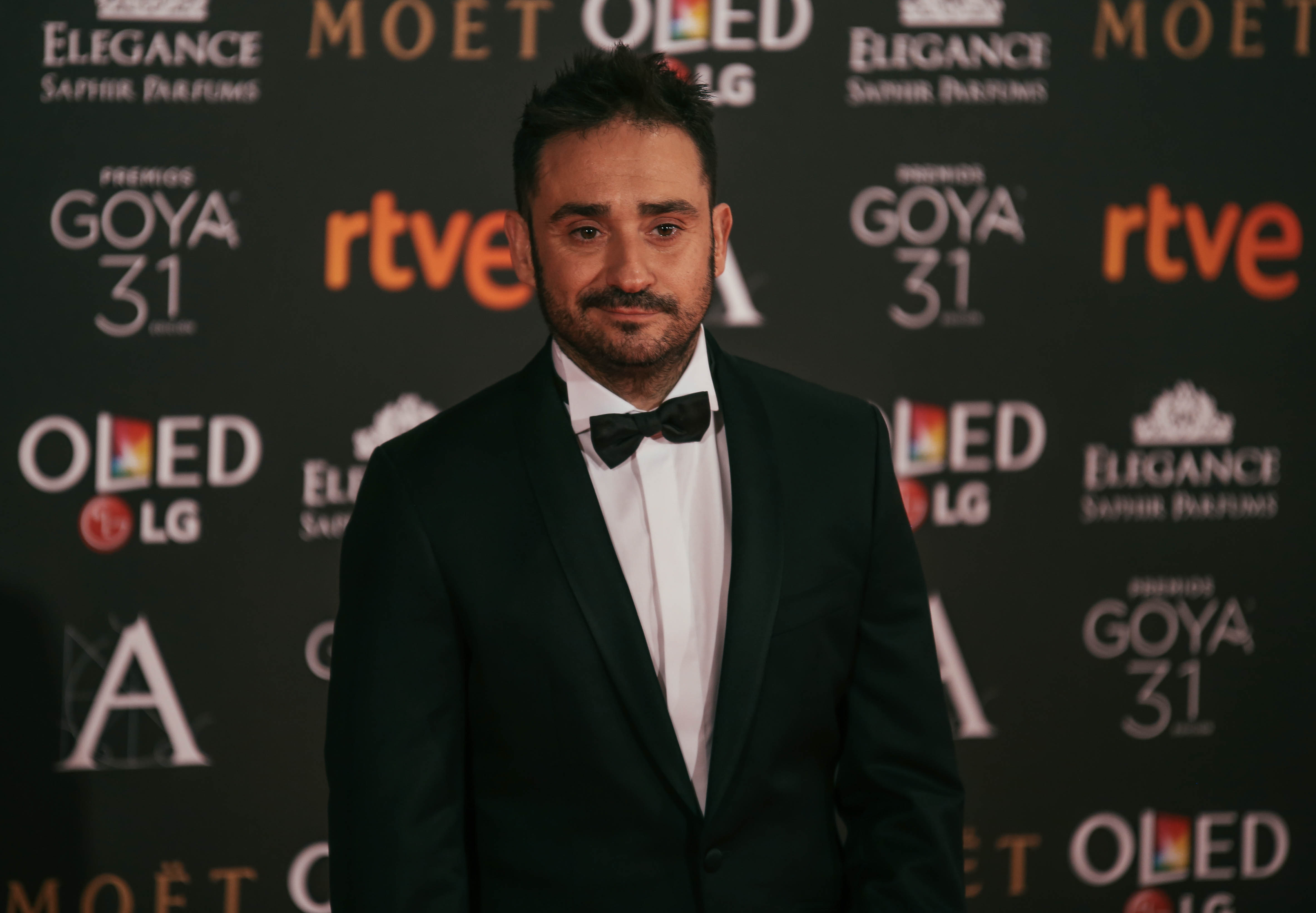
Le réalisateur Juan Antonio Bayona aux Goyas 2017.

  - Goya de la meilleure musique originale
  - Goya de la direction de production
  - Goya de la meilleure photographie
  - Goya du meilleur montage
  - Goya des meilleurs maquillages et coiffures
  - Goya de la meilleure direction artistique
  - Goya du meilleur son
  - Goya des meilleurs effets visuels

- Prix Gaudí[10] :
  - Meilleur film en langue non catalane
  - Meilleure réalisation
  - Meilleure direction artistique
  - Meilleure direction de production
  - Meilleur montage
  - Meilleure photographie
  - Meilleur son
  - Meilleurs effets visuels